# 有松站
有松站（日语：／ Arimatsu eki */?）是一個位於日本愛知縣名古屋市綠區有松，屬於名古屋鐵道（名鐵）名古屋本線的鐵路車站。車站編號為NH25。

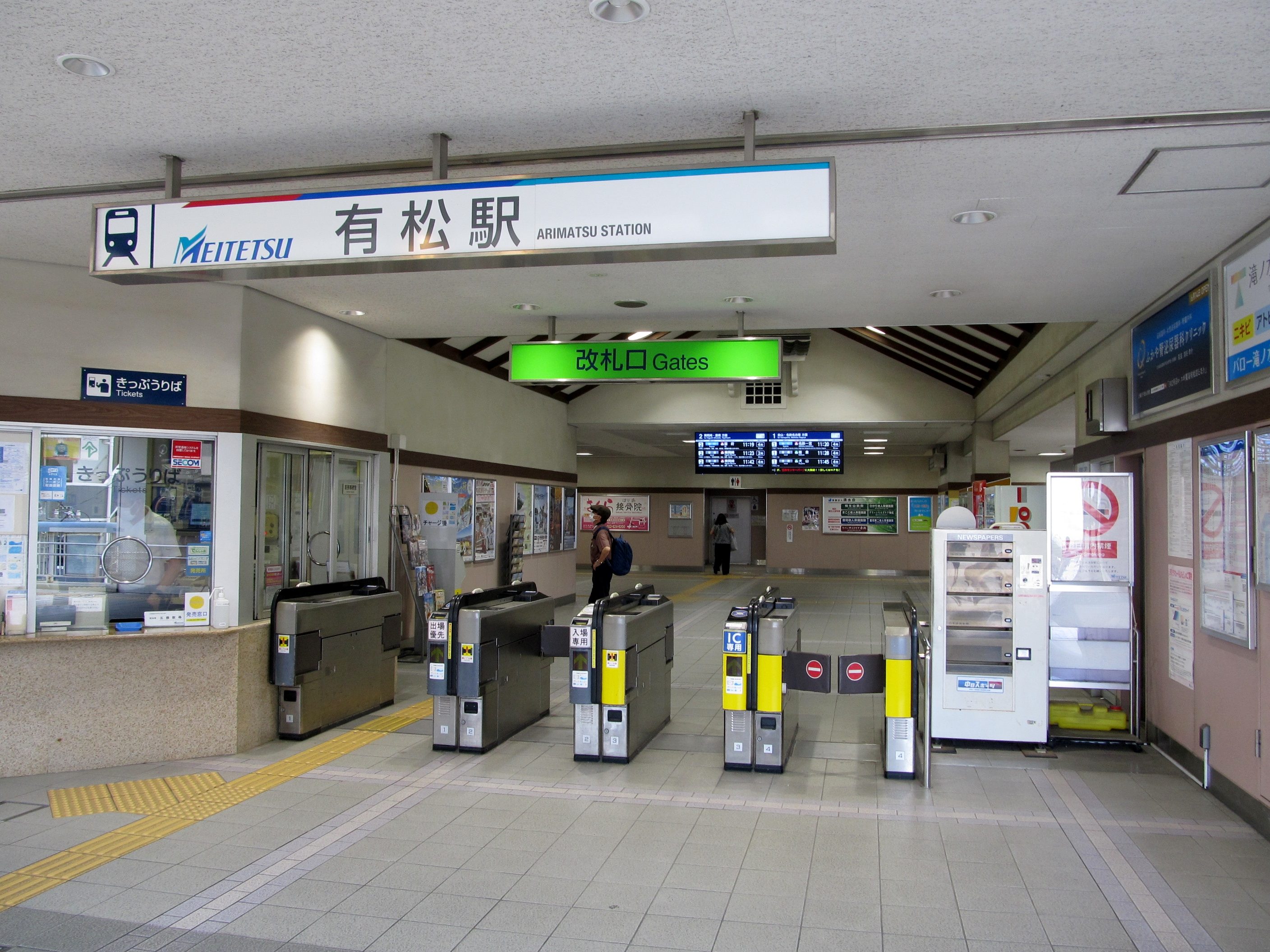
檢票口(2022年6月)

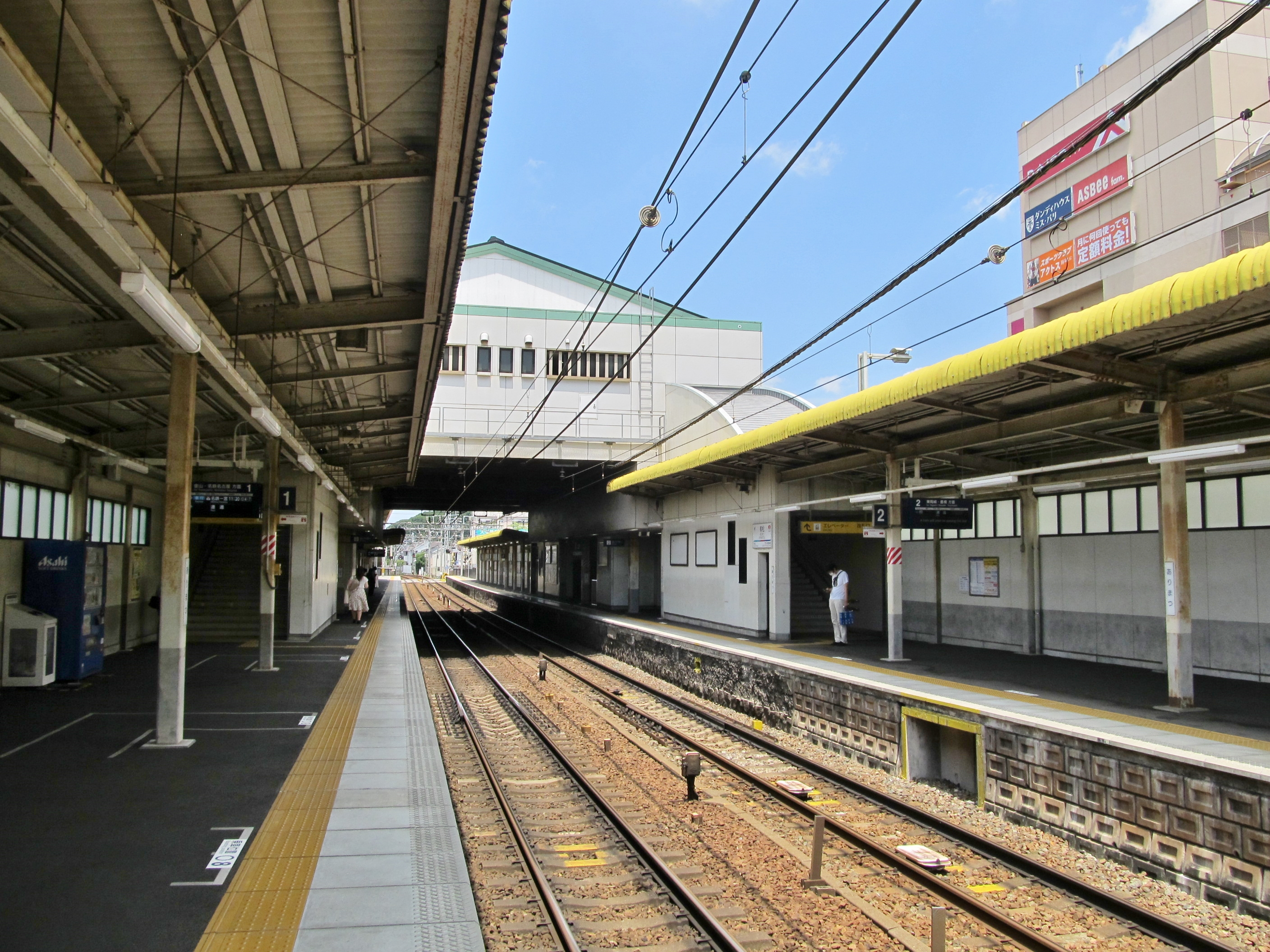
月台(2022年6月)

## 車站構造
對向式月台2面2線的跨站式站房。
| 月台 | 路線       | 方向 | 目的地               |
| ---- | ---------- | ---- | -------------------- |
| 1    | 名古屋本線 | 下行 | 金山、名鐵名古屋方向 |
| 2    | 名古屋本線 | 上行 | 東岡崎、豐橋方向     |

### 配線圖
| ← 東岡崎、 豐橋方向 | 有松站 構內配線略圖 | → 神宮前、 名古屋方向 |
| 图例 参考文献：     |                     |                       |

## 使用情況
| 年度   | 1日平均 上車人次 |
| ------ | ---------------- |
| 2000年 | 5,707            |
| 2001年 | 5,652            |
| 2002年 | 5,460            |
| 2003年 | 5,521            |
| 2004年 | 5,406            |
| 2005年 | 5,872            |
| 2006年 | 6,018            |
| 2007年 | 6,215            |
| 2008年 | 6,453            |
| 2009年 | 6,370            |
| 2010年 | 6,502            |
| 2011年 | 6,437            |
| 2012年 | 6,597            |
| 2013年 | 6,831            |
| 2014年 | 6,871            |
| 2015年 | 7,138            |
| 2016年 | 7,241            |
| 2017年 | 7,243            |
| 2018年 | 7,482            |

## 相鄰車站
名古屋鐵道
 名古屋本線
□快速特急、■特急、■急行
通過
■急行（平日早上至日間一部分列車停靠）
前後（NH23）－有松（NH25）－鳴海（NH27）
■準急
中京競馬場前（NH24）－有松（NH25）－（一部分停靠左京山（NH26））－鳴海（NH27）
■普通
中京競馬場前（NH24）－有松（NH25）－左京山（NH26）

## 外部連結
- 有松 - 名古屋鐵道